# ホルヘ・ドレクスレル
ホルヘ・ドレクスレル（Jorge Drexler, 1964年9月21日 - ）とは、ウルグアイのミュージシャンである。
映画「モーターサイクル・ダイアリーズ」の「川を渡って木立の中へ」（"Al Otro Lado del Río"）の作曲により、2004年にウルグアイ人として初めてアカデミー賞を受賞し、広い賞賛を得た。

## キャリア
1995年に彼はホアキン・サビーナによってマドリードに招かれ、彼によってスペインの重要な歌手の知己を得た。ドレクスレルは1996年にアルバムVaivénを録音するために、スペインに赴いた。彼はスペインに渡り、Llueve (1998), Frontera (1999), Sea (2001) and Eco (2004)の四枚のアルバムを録音している。
以来長年スペインに住んでいるが、彼のアルバムの一部はウルグアイでウルグアイ人ミュージシャンと共に録音されている。かつてロックバンド「エル・ペヨーテ・アセシーノ」のメンバーだったフアン・カンポドーニコとカルロス・カサクベルタがドレクスレルのアルバムFrontera、Sea、Eco、12 Segundos de Oscuridadをプロデュースしている。
2009年の第51回グラミー賞において、
2008年発表のアルバムCara B が「Best Latin Pop Album」部門でノミネートされたが受賞は逃した。
2014年の第15回ラテン・グラミー賞において、
4部門でノミネートされ、
「Record of the Year」部門（シングル曲Universos Paralelos に対して）
と
「Best Singer-Songwriter Album部門」（アルバムBailar En La Cueva に対して）
の2部門で賞を受賞した。
彼の音楽は、ウルグアイの伝統音楽（カンドンベ、ムルガ、ミロンガ）とボサノヴァ、ポップ・ミュージック、ジャズ、電子音楽等を組み合わせて生み出された、まさに彼独自の作曲とオリジナルな編曲と呼べる水準にまで昇華されたモノである。彼の歌において言葉は特に重要な役割を果たしている。愛の別離、アイデンティティ、人種、宗教についての熟慮が作品においては多い。

## オスカー
ドレクスレルの歌「川を渡って木立の中へ」（"Al Otro Lado del Río"）は国際的に成功した映画「モーターサイクル・ダイアリーズ」によって賞賛を得た。この曲は映画のサウンドトラックではドレクスレル自身によって歌われているが、第77回アカデミー賞授賞式ではアントニオ・バンデラスとカルロス・サンタナによって歌われることとなった。当時のドレクスレルが、授賞式で歌を披露するには知名度不足だと判断されたためである。これに対抗してドレクスレルはオスカー賞授賞式の際、スピーチの代わりに同曲の一部をアカペラで歌いあげ、意趣返しを行った。

## 私生活
ドレクスレルはモンテビデオにてユダヤ系の家族に生まれた。1939年、彼の父が4歳の時、ドレクスレル一家はナチス・ドイツによるホロコーストから逃れる為、ウルグアイへ移住した。
また親類は南米のボリビアにも移住しており、ホルヘ・ドレクスレルの父も8年間、ボリビアで生活した時期があった。1939年1月当時、南米各国は、ヨーロッパからのユダヤ系移民の受け入れを大幅に減らす方向性で申し合わせていたが、ボリビアだけは、ユダヤ系移民を広く受け入れ続けた、という経緯があり、そのことへの感謝の気持ちを込めて創ったのが2014年のアルバムBailar en la cueva の収録曲「Bolivia」である、とホルヘ・ドレクスレル本人は語っている。
ウルグアイで非難に直面した後、彼等は1年間イスラエルに移住した。このため、ドレクスレルはヘブライ語を流暢に話す。
彼の家族と同様に医学を学び、耳鼻咽喉科医となった。
彼はまた音楽を学び、二枚のアルバムを出した。この二枚のアルバムはウルグアイのみでリリースされた。
彼のガールフレンドはスペインの女優/歌手であるレオノール・ワトリングである。彼女は2009年1月に息子ルカを出産した。ワトリングはバンド「マルランゴ」でボーカルを担当している。

## ディスコグラフィ
- La luz que sabe robar (Ayui, 1992)
- Radar (Ayui, 1994)
- Vaivén (Virgin, 1996)
- Llueve (Virgin, 1998)
- Frontera (Virgin, 1999)
- Sea (Virgin, 2001)
- Eco (Dro, 2004)
- Eco2 (includes 3 bonus tracks + DVD) (Dro, 2005)
- 12 Segundos de Oscuridad (2006)
- La Edad del Cielo (iTunes release) (2007)
- Cara B (2008)
- Amar la Trama (2010)
- Bailar en la cueva (Warner, 2014)[3]

## 脚註
1. ↑  “Latin Music Winners for the 2009 Grammy Awards”. latinmusic.about.com (2009年). 2014年12月15日閲覧。
2. ↑  Jorge Drexler - Universos paralelos (Videoclip oficial)
3. 1 2  “The Latin Grammys: Mexican Romance, Uruguayan Mellow And More”. NPR.org(Alt.Latino) (2014年11月13日). 2014年12月15日閲覧。
4. ↑  “Jorge Drexler talks about his album '12 segundos de oscuridad'”. 2008年6月22日閲覧。[リンク切れ]
5. ↑  “A songwriter's dream has disappointing end”. ロサンゼルス・タイムズ (2005年2月27日). 2015年1月7日閲覧。
6. 1 2  “From Alt.Latino, Five Conversations With Latin Music's Finest”. NPR.org(Alt.Latino) (2014年8月1日). 2015年1月7日閲覧。
7. ↑  “Latin American Singer's Rainbow Coalition of Identities” 2008年6月22日閲覧。